# Jerry Heller
Pour les articles homonymes, voir Heller.
Gerald E. Heller, de son vrai nom Jerry Heller, né le 6 octobre 1940 à Cleveland (Ohio) et mort le 2 septembre 2016 à Thousand Oaks (Californie), est un manageur et producteur américain. Il est connu pour son rôle dans l'industrie du disque américaine, notamment par son management du groupe de gangsta rap N.W.A.. Il est le cofondateur de Ruthless Records.

## Biographie

### Jeunesse et carrière
Jerry Heller est né et a grandi à Cleveland dans l'État de l'Ohio, dans une famille de confession juive. 
Dans les années 1965 à 1975[réf. nécessaire], il est le manageur de stars reconnues dans l'industrie du disque, telles que Marvin Gaye, Elton John, Pink Floyd, Van Morrison, Otis Redding, et bien d'autres encore.
En 1985, après 10 ans sans réelle activité et un retour chez ses parents à 45 ans dans le quartier d'Encino à Los Angeles, Jerry Heller reçoit un appel d'un ami, lui proposant de visiter une usine de fabrication de disque à Los Angeles, appelée Macola Records. Le début d'un grand et long succès peut enfin commencer, un nouveau style de musique émerge. Cette usine, contrôlée par deux hommes, fabrique et fait découvrir aux producteurs, des artistes locaux jouant des musiques electro et hip-hop et du RnB[réf. nécessaire]. La rencontre avec Alonzo Williams, du World Class Wreckin' Cru a été déterminante dans la découverte de futures stars du rap américain. En 1984, Jerry Heller remarque dans ce groupe un certain jeune homme très prisé, pour ses talents de beatmaker, appelé Andre Young, avec pour nom de scène Dr Dre, en référence au basketteur des 76ers de Philadelphie, Julius Erving, alias Doctor J, connu pour être le spécialiste de piqueur de ballons. DJ Yella, DJ avec Dr Dre, est aussi dans le viseur de Jerry Heller.
L'aventure Ruthless Records commence. Alonzo Williams accepte de laisser partir de son groupe Dr Dre et DJ Yella pour qu'ils se concentrent sur le rap, et non l'électro, après avoir vu en discothèque les Run-DMC, venus du Queens de New York. Lonzo insiste pour que Jerry Heller rencontre un jeune homme de 20 ans, du quartier de Compton à South Central, à Los Angeles. Jerry, agacé, accepte parce que ce jeune homme va payer Lonzo 750 dollars pour le rencontrer spécialement. Il s'appelle Eric Wright, alias Eazy-E, et il est accompagné cet après-midi-là de Lorenzo Patterson, connu sous le nom de scène de MC Ren[réf. nécessaire].
Jerry Heller et Eazy-E fondent ensemble le premier label de gangsta rap californien, Ruthless Records. Ils produisent un groupe de rap formé par Eazy-E lui-même: N.W.A.. Il se compose d'Eazy-E, Dr Dre, MC Ren, DJ Yella, Arabian Prince (un producteur et rappeur electro), et d'Ice Cube. L'album N.W.A. and The Posse sort, avec des tubes tels que Boyz N Tha Hood, écrit par Ice Cube en cours d'anglais au lycée, Dopeman et 8 Ball. Cet album traite des problèmes ravageant les quartiers du sud-californien comme les meurtres, les gangs, l'alcool et le crack[réf. nécessaire].
Jerry Heller meurt d'une crise cardiaque au volant de sa voiture, le 2 septembre 2016, à l'âge de 75 ans.

### Ouvrage
Les mémoires de Heller, Ruthless: A Memoir, écrites par Gil Reavill, sont publiées par Simon & Schuster/Simon Spotlight Entertainment en 2006,. Dans son ouvrage, Heller révèle des événements sur lesquels il est resté silencieux. 
Concernant la lettre envoyée par le FBI concernant la chanson Fuck tha Police du groupe N.W.A., Heller explique qu'elle a été écrite par « un seul petit bureaucrate emmerdé avec un statut de victime » nommé Milt Ahlerich, qui se faisait passer pour un représentant du FBI. Il explique aussi avoir supprimé tout document compromettant des bureaux de Ruthless Records en cas de perquisition par le FBI. Il dénie aussi les accusations de fraudes financières. Il explique qu'Ice Cube ne comprenait rien à la finance, et qu'il n'a donc pas pu payer les producteurs de son propre label. Il explique avoir reçu 20 % des gains contre 25 % en moyenne au label Lench Mob Records.